# پرتقال (فیلم ۲۰۱۰)
پرتقال (به تلگو: Orange) فیلمی محصول سال ۲۰۱۰ و به کارگردانی باسکار است. در این فیلم بازیگرانی همچون رام چاران، جنلیا دی‌سوزا، شازن پودماسه، سانچیتا شتی، پرابو، جیمی شرگیل، مدهوریما، پوجا اوماشانکار ایفای نقش کرده‌اند.